# Zygfryd Szołtysik
Zygfryd Ludwik Szołtysik (Sucha Góra, 24 ottobre 1942) è un ex calciatore polacco, di ruolo centrocampista.

## Carriera
Giocò per quasi tutta la carriera nel Gornik Zabrze con cui vinse per sette volte il campionato polacco (1963, 1964, 1965, 1966, 1967, 1971, 1972). Fu giocatore polacco dell'anno nel 1971 e vinse con la Nazionale polacca la medaglia d'oro alle Olimpiadi di Monaco nel 1972.
Nel 1978 viene ingaggiato dai canadesi del Toronto Falcons, squadra espressione della locale comunità polacca. Nella stagione d'esordio, dopo aver chiuso la fase iniziale al terzo posto, si aggiudica con i Falcons i play-off battendo in finale i Hamilton Italo-Canadians. Nello stesso anno si aggiudica anche la coppa di lega, battendo in finale sempre gli Hamilton Italo-Canadians.
Continuò a giocare a calcio a livello dilettantesco fino ad un'età molto avanzata con le squadre tedesche Eintracht Hamm e SVA BockumHoevel.

## Palmarès

### Club
- Campionato polacco: 5

Górnik Zabrze: 1962-1963, 1963-1964, 1964-1965, 1965-1966, 1966-1967
- Coppa di Polonia: 2

Górnik Zabrze: 1964-1965, 1967-1968
- NSL: 1

Toronto Falcons: 1978
- NSL Cup: 1

Toronto Falcons: 1978

### Nazionale
- Oro olimpico: 1

Monaco di Baviera 1972